# Tart (Côte-d’Or)
Tart község Franciaország Burgundia-Franche-Comté régiójában, Côte-d’Or megyében. Új községként 2019. január 1-jén jött létre Tart-le-Haut és Tart-l’Abbaye község egyesítésével. A korábbi községek egyesülésekor az új község lélekszáma 1627 fő lett. Lakosainak száma 1533 fő (2022. január 1.).

## Népesség
| Lakosok száma | 1588 | 1579 | 1578 | 1563 | 1548 | 1533 |
|               | 2017 | 2018 | 2019 | 2020 | 2021 | 2022 |